# Off the Ground
Off the Ground (с англ. — «С земли») — девятый сольный студийный альбом Пола Маккартни, выпущенный в 1993 году, первый студийный альбом Маккартни в 1990-е, следующий после вышедшего в 1989 году Flowers in the Dirt.

## Об альбоме
После планирования следующего мирового тура (англ. en:The New World Tour) в 1993 в поддержку альбома, Маккартни решил записать Off the Ground с аккомпанирующей ему в турах группой. В составе группы появился новый барабанщик — Блэйр Каннингхэм, заменивший Криса Уиттена, который перешёл в группу Dire Straits. Маккартни решил записать альбом «живьём в студии» (англ. live in the studio), что означало, что группа репетирует песню, а затем записывает её за один раз — в отличие от обычной практики студийной записи, когда записываются по одному все инструменты и вокальные партии. Такой подход дал музыкантам новое, «свежее» ощущение от работы в студии, но итог не очень понравился критикам. Песни также казались менее сложно построенными, чем это было на Flowers in the Dirt, причём некоторые из них являлись материалом, не вошедшим в Flowers in the Dirt, но сочинёнными именно в период работы над тем альбомом; в частности, «Mistress and Maid» и «The Lovers That Never Were», написанные в тот период совместно Маккартни и Элвисом Костелло, который, в отличие от Flowers in the Dirt, не участвовал в работе над Off the Ground.
Усилившийся к тому времени интерес Маккартни к социальным проблемам отразился в материале для Off the Ground — например, в направленной против жестокого обращения с животными песне «Looking for Changes» (Пол и Линда Маккартни к тому времени уже давно были вегетарианцами) или гуманистических призывах к миру («Hope of Deliverance» и «C'Mon People»). В вышедшей на стороне «Б» сингла «Hope of Deliverance» (в его CD-maxi-варианте, с четырьмя треками) песне «Big Boys Bickering» критиковались политики (фраза «Big boys bickering, fucking it up for everyone» в переводе на русский: «Миром правят „большие мальчики“, они вспоминают о народе, когда хотят использовать его в политических играх»).

## Выпуск альбома
Предварявший выход альбома сингл «Hope of Deliverance» вышел в последнюю неделю декабря 1992.
Сам альбом Off the Ground был выпущен 1 февраля 1993. Альбом в чарте Великобритании поднялся до 5-го места, в чарте США — до 17-го (там же он был сертифицирован как «золотой»). Альбом стал первым альбомом Маккартни, у которого ни один сингл не стал заметным хитом в США; такого в практике Маккартни не было начиная со времени альбома Wings Wild Life в 1971. В то время как сингл «Hope of Deliverance» барахтался где-то в глубинах американского чарта синглов, он в Великобритании поднялся до 18-го места; «C’Mon People» в британском чарте оказался менее успешен, а в американском — почти незаметен. Альбом в британском чарте альбомов Top 100 поднялся до 5-го места и продержался в чарте только 6 недель. В Германии альбом достиг сравнительно большего успеха, поднялся до 2-го места и продержался на нём 4 недели, был сертифицирован как «платиновый»; сингл «Hope of Deliverance» поднялся до 3-го места в чарте синглов. В США в чарте Adult Contemporary сингл «Off the Ground» поднялся до 27-го места.
Через несколько недель после выпуска альбома Маккартни с группой начали мировой тур («The New World Tour»); тур продолжался 6 месяцев, было дано множество успешных концертов в разных странах. Записи с концертов этого тура были выпущены в конце 1993 года на следующем альбоме Маккартни — Paul Is Live
Ноги на обложке альбома принадлежат Полу, Линде и остальным музыкантам аккомпанирующей группы.

## Список композиций
Слова и музыка всех песен — Пол Маккартни, кроме «Mistress and Maid» и «The Lovers That Never Were», написанных совместно с Диклэном Макманусом (он же Элвис Костелло).
| №   | Название                     | Длительность |
| --- | ---------------------------- | ------------ |
| 1.  | «Off the Ground»             | 3:40         |
| 2.  | «Looking for Changes»        | 2:47         |
| 3.  | «Hope of Deliverance»        | 3:22         |
| 4.  | «Mistress and Maid»          | 3:00         |
| 5.  | «I Owe It All to You»        | 4:51         |
| 6.  | «Biker Like an Icon»         | 3:26         |
| 7.  | «Peace in the Neighbourhood» | 5:06         |
| 8.  | «Golden Earth Girl»          | 3:45         |
| 9.  | «The Lovers That Never Were» | 3:43         |
| 10. | «Get Out of My Way»          | 3:32         |
| 11. | «Winedark Open Sea»          | 5:27         |
| 12. | «C'Mon People»               | 7:42         |

Песня «C'Mon People» продолжается скрытым треком — песней под названием «Cosmically Conscious», написанной Маккартни в 1968 во время пребывания The Beatles в Ришикеше.

### Off the Ground: The Complete Works
Off the Ground: The Complete Works — двухдисковый CD-комплект, выпущенный в Германии, Японии и Нидерландах. Первый диск повторяет «стандартное издание» альбома; на второй диск вошли как песни, вышедшие на сторонах «Б» синглов, сопровождавших альбом, так и песни, вообще не попавшие ни на альбом, ни на синглы.

#### Список композиций (диск 2)
Слова и музыка всех песен — Пол Маккартни, кроме указанных особо.
| №   | Название                   | Автор(ы)                                      | Длительность |
| --- | -------------------------- | --------------------------------------------- | ------------ |
| 1.  | «Long Leather Coat»        | McCartney/McCartney                           |              |
| 2.  | «Keep Coming Back to Love» | McCartney/Stuart                              |              |
| 3.  | «Sweet Sweet Memories»     |                                               |              |
| 4.  | «Things We Said Today»     | Леннон — Маккартни                            |              |
| 5.  | «Midnight Special»         | в аранжировке «Ледбелли» Ledbetter/Alan Lomax |              |
| 6.  | «Style Style»              |                                               |              |
| 7.  | «I Can’t Imagine»          |                                               |              |
| 8.  | «Cosmically Conscious»     |                                               | 4:39         |
| 9.  | «Kicked Around No More»    |                                               |              |
| 10. | «Big Boys Bickering»       |                                               |              |
| 11. | «Down to the River»        |                                               |              |
| 12. | «Soggy Noodle»             |                                               |              |

Хотя комплект называется «complete works» (с англ. — «всё, что сделано»), на него всё же не вошли две песни, выходившие на сторонах «Б» синглов, и три проморемикса (ремикса, сделанных в рекламных целях). Это треки «Deliverance» и «Deliverance (Dub Mix)» (более «танцевальные» переработки песни «Hope of Deliverance»), выпущенные на стороне «Б» CD-сингла № 1 «C’mon People»; а также три проморемикса песни «Off the Ground», сделанных для американского радио, под названиями «Bob Clearmountain remix», «Keith Cohen remix» и «Keith Cohen AC remix».
Также, когда iTunes Store добавлял «стандартный» альбом Off the Ground в свой каталог в 2007, туда как эксклюзивный бонус-трек была добавлена песня «I Can’t Imagine».

## Над альбомом работали
- Пол Маккартни — вокал, гитары, бас-гитара, фортепиано, клавишные, ситар, барабаны, перкуссия, бэк-вокал
- Линда Маккартни — клавишные, перкуссия, бэк-вокал
- Хэмиш Стюарт[англ.] — гитары, бас-гитара, перкуссия, бэк-вокал
- Робби Макинтош[англ.] — гитары, мандолина, бэк-вокал
- Пол 'Уикс' Уикенс[англ.] — фортепиано, клавишные, перкуссия, бэк-вокал
- Блэйр Каннингхэм[англ.] — барабаны, перкуссия, бэк-вокал

### Дополнительные музыканты
- David Puttman, Davide Giovanini, Maurice Ravalico — перкуссия в «Hope Of Deliverance»
- Susan Milan — флейта в «Golden Earth Girl»
- Gordon Hunt — гобой в «Golden Earth Girl»
- The Midnight Horns — горны в «Get Out Off My Way»
- Карл Дэвис — аранжировщик и дирижёр в «Mistress And Maid», «Golden Earth Girl»
- Джордж Мартин — аранжировщик и дирижёр в «C’mon People»
- Пол Маккартни — аранжировщик в «Mistress And Maid», «Golden Earth Girl», «C’mon People»

### Технический персонал
- Продюсеры: Пол Маккартни, Джулиан Мендельсон[англ.]
- Инженер звукозаписи: Bob Kraushaar
- Фотографии: Линда Маккартни, Eduardo Paolozzi, Clive Arrowsmith (фото на обложке)
- Оформление альбома: Aubrey Powell

## Чарты и сертификации
| Страна                    | Чарт (1993)                | Место |
| ------------------------- | -------------------------- | ----- |
| Австралия                 | ARIA Albums Chart          | 8     |
| Австрия                   | Albums Chart               | 4     |
| Канада                    | RPM Albums Chart           | 22    |
| Голландия                 | Mega Albums Chart          | 5     |
| Европейский чарт альбомов | European Albums Chart      | 2     |
| Франция                   | SNEP Albums Chart          | 13    |
| Германия (ФРГ)            | Media Control Albums Chart | 2     |
| Венгрия                   | Albums Chart               | 21    |
| Италия                    | Albums Chart               | 5     |
| Япония                    | Oricon LP Chart            | 5     |
| Новая Зеландия            | Albums Chart               | 4     |
| Норвегия                  | VG-lista Albums Chart      | 2     |
| Испания                   | Albums Chart               | 3     |
| Швеция                    | Albums Chart               | 10    |
| Швейцария                 | Albums Chart               | 5     |
| Великобритания            | UK Albums Chart            | 5     |
| США                       | Billboard 200              | 17    |

| Страна  | Чарт (1993)  | Место |
| ------- | ------------ | ----- |
| Австрия | Albums Chart | 23    |
| Франция | Albums Chart | 68    |
| Италия  | Albums Chart | 34    |
| Япония  | Albums Chart | 192   |

| Страна | Сертификация | Количество продаж |
| --- | ------------ | ----------------- |
| Австрия (IFPI Austria) | Золотой      | 25,000x           |
| Канада (Music Canada) | Золотой      | 50,000^           |
| Франция (SNEP) | Золотой      | 167,400           |
| Германия (BVMI) | Платиновый   | 500,000^          |
| Япония (Oricon Charts) |              | 92,000            |
| Швейцария (IFPI Switzerland) | Золотой      | 25,000x           |
| Великобритания (BPI) | Серебряный   | 60,000^           |
| США (RIAA) | Золотой      | 500,000^          |
| ^ — обозначает, что количество продаж оценивается только по сертификации x — неопределенные данные, основанные только на сертификации |              |                   |